# Xenomaches moderata
Xenomaches moderata är en insektsart som först beskrevs av Kirby 1884.  Xenomaches moderata ingår i släktet Xenomaches och familjen Phasmatidae. Inga underarter finns listade i Catalogue of Life.